# Lepthoplosternum pectorale
Lepthoplosternum pectorale — вид риб з роду Lepthoplosternum родини Панцирні соми ряду сомоподібні.

## Опис
Загальна довжина сягає 6 см. Голова конусоподібна, широка біля потилиці. Очі помірного розміру. Рот невеличкий. На верхній щелепі є 2 пари довгих вусів, а 1 пара коротких — нижній щелепі. Тулуб витягнутий. Спинний плавець доволі високий. Жировий плавець розташовано близько до хвостового плавця. Грудні та черевні плавці невеличкі. Хвостовий плавець великий, широкий, на кінця закруглений.
Забарвлення коричневе з розкиданими темно-коричневими плямами. Зустрічаються особини з блідими смугами на голові. Плавці темно-коричневі, хвостовий плавець з чорними плямами. Самці темніше за самиць.

## Спосіб життя
Воліє до чистої води, насиченої киснем. Зустрічається у річках зі швидкою течією. Самці територіальні лише під час нересту. Вдень ховається серед каміння. Активний у присмерку. Шукає здобич біля дна. Живиться дрібними водними безхребетними, детритом.
Самець будує гніздо з пухирців повітря, вкритих слиною на нижньому боці великого листя. Самець укладає кладку з ікрою.

## Розповсюдження
Мешкає у басейні річки Парагвай — в межах Бразилії, Аргентини та Парагваю.